# Wolmar Fellenius

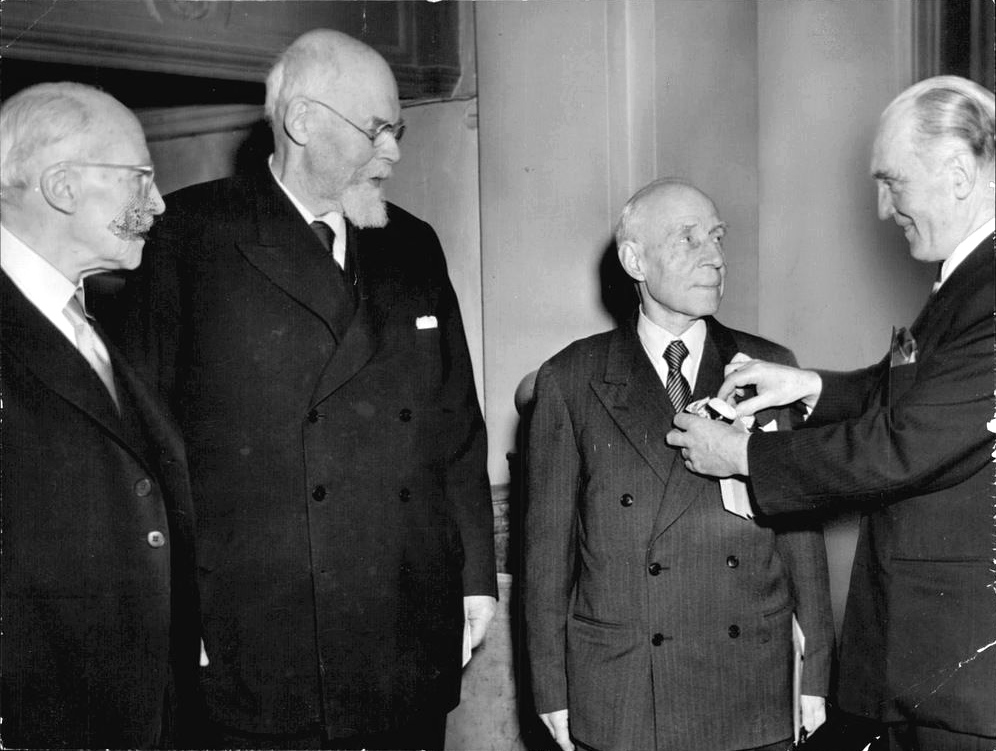
Alfred Wahlstedt och professor Wolmar Fellenius ser på medan civilingenjör Nils Fröman lagerkransas av ordföranden direktör Gunnar Strandberg. Året är 1954.

Wolmar Knut Axel Fellenius, född 10 september 1876 i Svea Artilleriregementes församling, Stockholm, död 2 september 1957 i Salems församling, Stockholms län,  var en svensk väg- och vattenbyggnadsingenjör.

## Biografi
Fellenius blev student 1894 och utexaminerades 1898 från Kungliga Tekniska högskolans avdelning för väg- och vattenbyggnadskonst, var avdelningsingenjör vid riksgränsbanan 1899, 1:e biträdande ingenjör vid Norrköpings stads byggnadskontor 1899–1903, Härnösands stads byggnadschef och stadsbyggmästare 1903–05 och nedlade som avdelningschef vid Göteborgs hamnstyrelse 1905–11 förtjänstfullt arbete (bland annat anläggningen av Stigbergskajen samt Fiskhamnen och Sannegårdshamnen och projektet till central- och frihamn) för utveckling av landets främsta hamn. Samtidigt (1906–11) verkade han som lärare i väg- och vattenbyggnadskonst vid Chalmers tekniska läroanstalt.
Åren 1911–42 var Fellenius professor i vattenbyggnadslära vid Kungliga Tekniska högskolan och från 1915 föreståndare för högskolans fackavdelning för väg- och vattenbyggnadskonst, vars vattenbyggnadslaboratorium tillkom på hans initiativ. Han utnämndes 1904 till löjtnant, 1920 till major och 1930 till överstelöjtnant i Väg- och vattenbyggnadskåren.
Fellenius utövade även omfattande konsultativ verksamhet och upprättade bland annat förslag till hamnanläggningar i ett flertal städer i Sverige och Norge, verkställde utredningar rörande ett flertal större hamnbyggnadsfrågor samt (tillsammans med professor Otto Linton) konstruerade pontonbron över Tranebergssund i Stockholm.
Åren 1908–12 var Fellenius sekreterare i Svenska kommunaltekniska föreningen (hedersledamot 1930), 1911 ledamot av kommissionen för Statsbanan Rönninge-Ström samt 1914–22 ledamot (från 1919 ordförande) i Statens Järnvägars geotekniska kommission. Han blev hedersborgare vid tekniska högskolan i Karlsruhe 1921, Doktor-Ingenieur h.c. vid tekniska högskolan i Darmstadt 1936, korresponderande ledamot av Norsk Ingeniørsforening 1925, ordförande i Svenska Teknologföreningens avdelning för teknisk undervisning 1923–25 och 1933–36, i avdelningen för väg- och vattenbyggnadskonst 1926–27, president i internationella förbundet för vattenbyggnadstekniskt försöksväsende sedan 1935, prisdomare vid ett tiotal hamn-, bangårds- och stadsplanetävlingar i Sverige och Norge. Han publicerade (bland annat i "Teknisk Tidskrift") en lång rad artiklar i hamnbyggnadsfrågor. Han ägde och brukade Viksbergs säteri.